# واعر (بعدان)

تعديل مصدري - تعديل

واعر محلة تابعة لقرية السبل، التابعة لعزلة الحيث بمديرية بعدان إحدى مديريات محافظة إب في الجمهورية اليمنية، بلغ تعداد سكانها 203 حسب تعداد اليمن لعام 2004.